# Емельяново (городское поселение)
Посёлок Емельяново — муниципальное образование со статусом городского поселения в Емельяновском районе Красноярского края.
Административный центр — пгт Емельяново.
В рамках административно-территориального устройства соответствует административно-территориальной единице посёлок городского типа Емельяново (с подчинёнными ему 6 населёнными пунктами).

## Население
| 2010    | 2011    | 2012    | 2013    | 2014    | 2015    | 2016    |
| ------- | ------- | ------- | ------- | ------- | ------- | ------- |
| 13 825  | ↗13 899 | ↗14 054 | ↘13 897 | ↘13 631 | ↘13 486 | ↘13 367 |
| 2017    | 2021    |         |         |         |         |         |
| ↘13 307 | ↗17 944 |         |         |         |         |         |

## Состав
В состав городского поселения входят 7 населённых пунктов:
| № | Населённый пункт | Тип населённого пункта      | Население |
| - | ---------------- | --------------------------- | --------- |
| 1 | Весёлая Гора     | посёлок                     | 0         |
| 2 | Емельяново       | пгт, административный центр | ↗15 649   |
| 3 | Крутая           | деревня                     | 387       |
| 4 | Логовой          | посёлок                     | 523       |
| 5 | Мужичкино        | деревня                     | 214       |
| 6 | Сухая            | деревня                     | 104       |
| 7 | Творогово        | деревня                     | 542       |

## Местное самоуправление
Емельяновский поселковый Совет депутатов
Дата избрания14.03.2010. Срок полномочий: 5 лет. Количество депутатов: 15
Глава муниципального образования
- Бычков Олег Александрович. Дата избрания: 14.03.2010. Срок полномочий: 5 лет